# Богат Олександра Павлівна
Олександра Павлівна Богат (Галицька) (листопад 1898, місто Катеринослав, тепер місто Дніпро — лютий 1981, місто Москва, Російська Федерація) — радянська діячка, відповідальний секретар ЦК Товариства Червоного хреста РРФСР, уповноважена Комісії радянського контролю при РНК СРСР по Кримській АРСР, член ВЦВК. Член Комісії радянського контролю при РНК СРСР у 1934—1939 роках. Дружина військового діяча Кузьми Микитовича Галицького.

## Життєпис
Народилася в родині слюсаря. У 1913 році закінчила двокласне училище при Брянському заводі в Катеринославі. До червня 1917 року навчалася в Катеринославській жіночій гімназії. З серпня 1917 по січень 1919 року — студентка медичного факультету Харківського університету, закінчила два курси.
У січні — травні 1919 року — член колегії реорганізації вищих шкіл Народного комісаріату освіти Української СРР.
У травні — червні 1919 року — політичний комісар 1-го, 2-го і 3-го військових госпіталів у Харкові.
У червні 1919 — липні 1920 року — помічник політичного комісара санітарної частини 41-ї стрілецької дивізії РСЧА групи військ Сумського напрямку.
Член РКП(б) з вересня 1919 року.
У липні — жовтні 1920 року — комісар Кавказького Мінеральноводського Управління Народного комісаріату охорони здоров'я РРФСР у місті П'ятигорську.
У жовтні 1920 — серпні 1922 року — курсант 1-ї Московської кавалерійської школи.
У серпні 1922 — серпні 1924 року — командир взводу, начальник розвідки 19-го і 21-го полків 4-ї кавалерійської дивізії 1-ї Кінної армії РСЧА.
У серпні 1924 — червні 1927 року — слухач Військової академії РСЧА імені Фрунзе. Демобілізована через хворобу.
У червні 1927 — квітні 1929 року — інструктор відділу робітниць і селянок ЦК ВКП(б).
У квітні — вересні 1929 року — відповідальний секретар ЦК Товариства Червоного хреста РРФСР, член комісії «із чистки» Держплану СРСР.
У вересні 1929 — лютому 1930 року — завідувачка групи, заступниця завідувача відділу робітниць і селянок ЦК ВКП(б).
У лютому 1930 — березні 1934 року — член колегії Народного комісаріату охорони здоров'я РРФСР, заступниця народного комісара охорони здоров'я РРФСР, член президії товариства «Друг дітей».
У березні 1934 — квітні 1938 року — уповноважена Комісії радянського контролю при РНК СРСР по Кримській АРСР.
У квітні 1938 — серпні 1939 року — в.о. завідувача, завідувач Бюро скарг Комісії радянського контролю при РНК СРСР. 23 серпня 1939 року звільнена із роботи в Комісії радянського контролю при РНК СРСР.
З вересня 1939 по березень 1946 року — студентка 2-го Московського медичного інституту в Москві та Свердловську, закінчила чотири курси.
З березня 1946 по березень 1958 року — інвалід 2-ї групи, проживала у Львові. З березня 1958 по грудень 1961 року — інвалід 2-ї групи, проживала у Тбілісі. З грудня 1961 по липень 1964 року — інвалід 2-ї групи, проживала в Москві, перебувала на утриманні чоловіка. З липня 1964 року — персональний пенсіонер республіканського значення в Москві.
Померла в лютому 1981 року в Москві. Похована на Новодівочому цвинтарі.